# Feldberg (Mecklembourg)
Pour les articles homonymes, voir Feldberg.
Feldberg est une localité de la commune de Feldberger Seenlandschaft (« paysage des lacs de Feldberg ») située aux confins sud-est du land de Mecklembourg-Poméranie-Occidentale avec le Brandebourg.

## Géographie
Feldberg se trouve au sud-est de la région historique de Mecklembourg, à la frontière du Brandebourg. Dans les environs, il y a de nombreux lacs s'étendant du plateau mecklembourgeois à l'Uckermark ; les plus considérables sont le lac du Grand Luzin, le lac de Carwitz, le Petit Luzin et le Haussee de Feldberg. Le dépôt morainique environnant confère au paysage un aspect vallonné, culminant à 150 m au-dessus du niveau de la mer. Feldberg appartient au parc naturel du paysage des lacs de Feldberg.

## Histoire

### Moyen Âge
Les premières traces d'habitat humain permanent à Feldberg remontent à l’Âge du bronze (de 1800 à 600 av. J.-Chr.). Il semble que, jusqu'à l'époque des grandes invasions, le pays ait été peuplé de Germains.
On a retrouvé les traces d'une motte castrale slave (*gord) des VIIe - VIIIe siècles sur la colline du donjon de Feldberg (le Schlossberg). On crut jusque dans les années 1950 que les vestiges mis au jour par Carl Schuchhardt dans les années 1920 étaient ceux du sanctuaire slave de Rethra ; les données recueillies depuis ont largement démenti cette hypothèse. Il n'en reste pas moins que les tessons de poterie découverts sur le Schlossberg se rattachent au style vieux-slave : ils ont servi d’archétype au préhistorien Ewald Schuldt pour dresser la classification archéologique des céramiques du Mecklembourg, dans laquelle ils constituent le groupe de Feldberg.
Le donjon de Veltberg apparaît pour la première fois en 1256 dans les sources écrites. Une colonie villageoise prit naissance autour de ce château, dépendant de la seigneurie de Stargard acquis par le prince Henri II de Mecklembourg en 1292.

### Époque moderne
En 1519 Feldberg devint le siège d'un bailliage du duché de Mecklembourg. Le village fut ravagé par la guerre de Trente Ans : des 1 000 habitants du bailliage de Feldberg, il ne subsistait en 1639 que trois familles. En 1801, on ne comptait encore que 251 habitants.
Lors de la Succession de Hambourg (1701), Feldberg fut rattachée au (Grand-) duché de Mecklembourg-Strelitz, devenu État libre de Mecklembourg-Strelitz sous la République de Weimar, puis de 1934 à 1952 « Land de Mecklembourg ».

### Période contemporaine

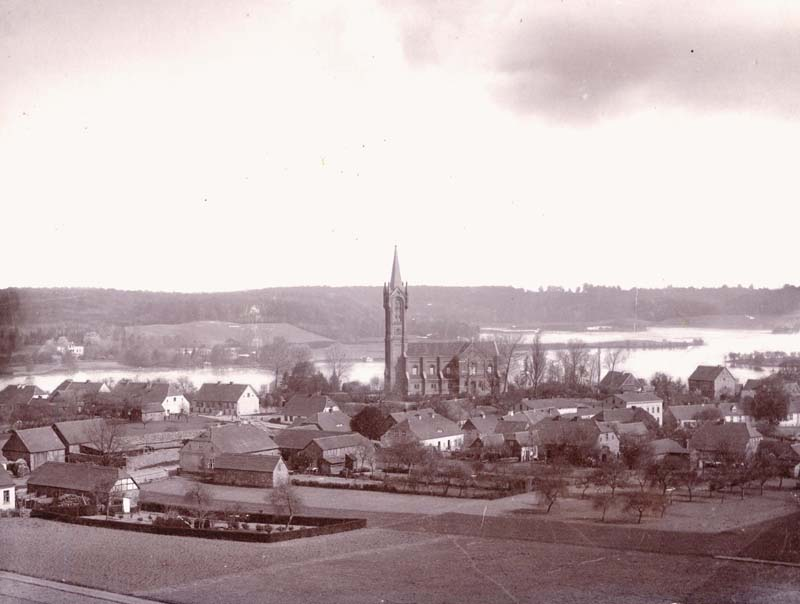
Feldberg vers 1880.

En 1851, Feldberg accueillit une station thermale. Le village reçut le statut de « marché » (Marktflecken), correspondant au « droit de foire » médiéval. Longtemps demeuré un village, Feldberg ne dispose aujourd'hui encore d'aucun édifice public, place du marché ou hôtel de ville historique.
Le village ne fut relié au reste du pays par une route pavée qu’en 1869, et il fallut attendre 1910 pour qu'il devienne le terminus de l'embranchement ferroviaire de Thurow ; cette ligne est d'ailleurs déclassée depuis 2000.

### XXesiècle
Compte tenu de la déchéance du statut encore médiéval de « marché », la République de Weimar reconnut le 29 juillet 1919 à Feldberg le statut de ville, ce qui en fait encore aujourd'hui la plus petite ville du Mecklembourg.
Au cours de la Seconde Guerre mondiale, les nazis y établirent le camp de concentration de Ravensbrück, destiné à accueillir les déportées vouées aux travaux forcés. Toutes les traces de ce passé encore récent ont été effacées de Feldberg.
Sous l'occupation par les forces alliés, l’écrivain Hans Fallada, choisi comme bourgmestre de transition, fit ériger sur la place de l'école un mémorial aux victimes du fascisme, détruit dans les années 1970 pour laisser place à un nouveau carrefour. Avec l'attribution du statut de camp de vacance officiel (Staatlich anerkannter Erholungsort) en 1972, l'arrivée continue de nouveaux citoyens porta la population à 3 000 résidents permanents. Chaque été, la population grimpait même à 25 000-40 000 avec l'arrivée des vacanciers ; mais avec la Réunification, le chiffre de la population est beaucoup retombé. Il a pu être stabilisé grâce à l'installation de deux établissements de soin et la modernisation des infrastructures.
Entre 1952 et 1990, Feldberg dépendait de l’arrondissement de Neustrelitz du district de Neubrandenbourg (RDA). La création du nouveau Land de Mecklembourg-Poméranie-Occidentale en 1991, puis les réformes administratives régionales de 1994 et 2011 ont conduit à la formation de l’arrondissement du Plateau des lacs mecklembourgeois. Les quartiers est ont été ravalés entièrement dans les années 1990.
La ville de Feldberg fut la première du Land à renoncer officiellement à son autonomie le 13 juin 1999, pour former plutôt la communauté de communes du Feldberger Seenlandschaft, dont le siège se trouve depuis à Feldberg.

## Personnalités

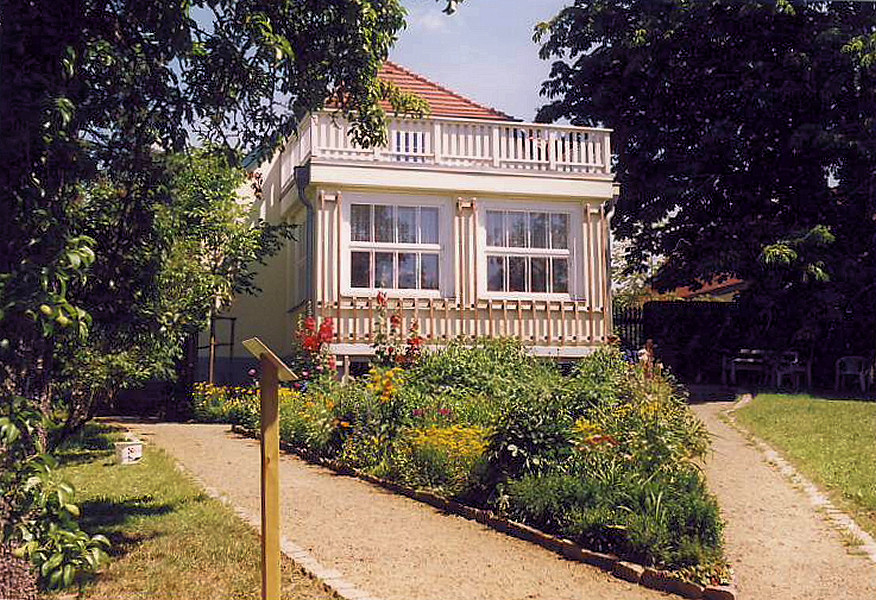
La maison de Fallada à Carwitz, aujourd'hui un musée.

- Irma Grese (1923−1945), auxiliaire SS du camp de Ravensbrück
- Reinhard Barby (1887–1974), naturaliste et spécialiste du folklore local
- Hans Fallada, écrivain de la Nouvelle Objectivité, s’établit à Carwitz en 1933, et fut même élu maire de Feldberg lors de l'Occupation alliée et de la dénazification du pays (1945-1946)
- Gustav Œsten, ingénieur des travaux publics, découvreur du sanctuaire païen de Rethra
- Robert Koldewey et Carl Schuchhardt, archéologues découvreurs du sanctuaire païen de Rethra (1922)
- Ruth Werner, écrivain, passa tous ses étés à Carwitz à partir de 1953